# Hyperaspis trilineata
Hyperaspis trilineata är en skalbaggsart som beskrevs av Étienne Mulsant 1850. Hyperaspis trilineata ingår i släktet Hyperaspis och familjen nyckelpigor. Inga underarter finns listade i Catalogue of Life.